# Kostel Nanebevzetí Panny Marie (Katusice)
Římskokatolický filiální kostel Nanebevzetí Panny Marie v Katusicích v okrese Mladá Boleslav je novogotická sakrální stavba stojící na návsi obce. Od roku 1987 je chráněn jako kulturní památka.

## Historie
Původní gotický kostel v místě byl připomínán roku 1352. V průběhu dějin byl několikrát přestavovaný. Nově byl postaven asi ve druhé poloviny 16. století v opožděně gotickém slohu. Tento kostel vyhořel 25. května 1847. V letech 1853–1857 byl nově novogoticky přestavěn a zařízen. Vysvěcen byl 13. září 1857. Tato nová stavba byla opravována v letech 1876 a 1910.

## Architektura
Jedná se o jednolodní obdélnou stavbu s pětiboce uzavřeným presbytářem a obdélnou sakristií po jižní straně. Před západním průčelím se nachází hranolová věž. Zevně je opatřena opěráky. Okna má kostel hrotitá bez kružeb.
Klenba je upravena asi podle původní klenby předchozího kostela po roce 1853. Konzoly jsou původní. Loď je sklenuta třemi poli křížové klenby s hřebínkovými žebry, které spočívají na renesančních konzolách. Triumfální oblouk je hrotitý, vysoký 7,66 m a široký 3,71 m. Presbytář je zaklenut paprsčitě na renesanční konzoly. V jižní zdi presbytáře je hrotitý portál vedoucí do sakristie. V severní zdi je původní kamenné sanktuárium (obdélné s horním tympanonem zdobeným trojlistem, mřížka nýtovaná z plochých pásků).

## Zařízení
Zařízení je pseudogotické.

### Hlavní oltář
Hlavní oltář je zhotoven podle návrhu Josefa Žáka z roku 1855. Dílo provedl Josef Dvořák z Jičína v roce 1857. Oltář je trojdílný s vyšším středem a křídly, všechny tři díly jsou zakončeny vimperky. Centrální obraz Nanebevzetí Panny Marie signován „Josef Žák 1856“. Na konzolách po stranách střední části oltáře se nacházejí sošky sv. Cyrila a sv. Metoděje od Josefa Maxe (podle Tomana od J. E. Krondela).

### Presbytář
Na zdech presbytáře na pseudogotických konzolách jsou sošky sv. Jana Evangelisty a sv. Jana Nepomuckého. Jedná se o kvalitní díla expresivního baroka z období kolem roku 1740, které pocházejí asi z dílny kosmonoských Jelínků.

### Boční oltáře
Boční oltáře jsou stejně jako hlavní oltář zakončeny vimperky. Na pravém boční oltáři je obraz sv. Jana Nepomuckého. Na levém bočním oltáři je obraz sv. Václava z roku 1857. Oba jsou dílem Josefa Žáka.

### Kazatelna
Dřevěná novogotická osmiboká kazatelna byla zhotovena podle návrhu Josefa Žáka Josefem Dvořákem. V pěti polích zakončených jetelovou kružbou jsou na ní obrazy evangelistů a Rozsévače od Josefa Žáka.

### Obrazy pod kruchtou
- Obraz Nanebevzetí Panny Marie, který pochází z původního hlavního oltáře. Je signován „Filip Mazanec, 1666“. Obraz je velmi poškozený. Na zadní straně nese nápis o opravě a přenesení pod kruchtu z roku 1776.[5]
- Obraz Bolestné Panny Marie, snad z 1. čtvrtiny 18. století, na místo byl přenesen ze zámecké kaple ve Skalsku v roce 1793.[4]
- Obraz Nanebevzetí Panny Marie z novějšího oltáře od A. Košateckého z Bakova z roku 1822.

### Loď
- Erbovní náhrobní kámen z roku 1690[4]
- Obraz Svaté rodiny od Josefa Žáka z roku 1857
- Obrazy Krista v Emauzích a Nejsvětější Trojice sign. „Jan Kroupa 1857“

### Zvony
Seznam zvonů doložených ve věži a sanktusníku kostela:
| Název zvonu          | Výzdoba                                                  | Nápis | Průměr | Historie zvonu | Stav                                |
| -------------------- | -------------------------------------------------------- | --- | ------ | --- | ----------------------------------- |
| sv. Václav           | akantový pás, pás z dubových listů, reliéf sv. Václava   | POBUDEM, Nebudem SVEta NEPŘEBUDEM ZAZNÍVÁ TŘÍ ZVONŮ HLAS JESU KRISTE SPASIŽ NÁS SVATÝ VÁCLAVE ORODUJ ZA NÁS PŘELIL KAREL BELLMAN C. K. DVORNI ZWONAŘ V PRAZE 1860 | 58 cm  | Zvon přelitý Karlem Bellmanem v roce 1860 ze staršího zvonu (sv. Václava a Zikmunda z roku 1614) zničeného požárem kostela roku 1847 | Neznámý                             |
| sv. Šimona a Judy    | maskarony, reliéf sv. Šimona, erb                        | IOHANN GEORG KÜHNER GOSS MICH IN PRAG/ SVB BATRONATU ILLUSTRISSIMI SACRI ROMANI IMPERII D: D: IOSEPHI WENCESLAY COMMITIS IN WVRBEN ET FREI DENTHAL ANNO 1764 Na srdci: 1765/ I. C. 1769/ 1855 | 100 cm | Zvon z roku 1764, jako jediný ze čtyř odolal požáru v roce 1847.                                                                     | Zrekvírovány za první světové války |
| P. Marie             | maskarony, reliéf P. Marie                               | KDYŽ SE PSALO LÉTA PÁNE NAD TISÍC A OSM SET ČTYŘICET A SEDM LET ROZLIL SE PO BLESKU RÁNE ZWON JENŽ TŘI STA PATNÁCT LET ZNÍVAL NA ZVONICI TÉ. ZE SLITINY ROZLITE NOVÝ ZVON TEN JEST PŘELIT KE CTI BOŽÍ A MARIE PANNY UCHOVEJ OD BLESKU RÁNY BOŽE, CHRÁM I DUM A LID/ ZA PATRONÁTV DĚDICU PO VYS. VROZ. PANU PANU JOSEFU HRABĚTI ZE ŠPORKV PŘELIL KAREL BELLMANN C. K. DVORNI ZVONAŘ V PRAZE 1866 | 105 cm | Zvon přelitý Karlem Bellmanem v roce 1866 ze staršího zvonu (ze sv. Václava z roku 1532) zničeného požárem kostela roku 1847         | Zrekvírovány za první světové války |
| Sanktusník           |                                                          | |        | Zvon pořízený za 52 zl. roku 1857 jako náhradu za zničený požárem                                                                    | Zrekvírovány za první světové války |
| sv. Václav           | reliéf sv. Václava                                       | Leta bozyho tisiciho pyetisteho xxxiie ke cty a chwale panv bohv a wssyem swatym tento zwon dyelan od mystra tomasse w lytomyerzicych za knieze walentyna z kowanye toho czasv fararze a dukatṽ |        | Zvon z roku 1532 od zvonaře Tomáše z Litoměřic, zničen požárem v roce 1847                                                           | Zničeny 1847                        |
| sv. Václav a Zikmund | reliéf Vraždění neviňátek, reliéf sv. Václava a Zikmunda | TEHDY HERODES WIDA ZE BY OKLAMAN BYL OD MVDRCV ROZHNEVAL SE NARAMNIE A POSLAW HABARTY ZMORDOWAL WSSECKY DYTKY KTEREZ BYLI V BETLEME Y WE WSSECH KONCZINACH GEO/ NE NAM PANE NE NAM ALE GMENV TWEMV DEI CHWALV K. W. C. Z./ Kdoz wierzy w sina boziho matt zywot wieczny a na saud neprzyde a przyde z smrti do zywota to Krystus powiedel./ Aby zwvkem zwonv tohoto wiernym krzestianum schvze gich spoleczne k slowv bozimu a k chwaleni gmena geho swateho w znamost se vwozovali pro potrzebu a ku poctiwosti obce vdielan zwon ten od gakuba zwonarze melniczkeho w mieste mladem boleslawy nad gizerav leta panie 1614. |        | Zvon z roku 1614 od zvonaře Jakuba Mělnického z Mladé Boleslavi, zničen požárem v roce 1847                                          | Zničeny 1847                        |
| Sanktusník           |                                                          | LETHA M. D. LXXX. SLIT OD PETRA W BOLESLA. |        | Zvonek z roku 1580 od boleslavského zvonaře Petra, zničen během požáru kostela roku 1847                                             | Zničeny 1847                        |

## Okolí kostela
Nedaleko kostela, na křižovatce cest na Líny a Bělou pod Bezdězem stála kaple sv. Floriána z roku 1745. Opravena byla v roce 1821. Dne 30. července 1966 byla silně poškozená kaple zbořena.
Na návsi se nacházela socha sv. Jana Nepomuckého stojící na kalichovitě vydutém soklu. Šlo o kvalitní barokní práci datovanou českým chronogramem roku 1737. Opravována byla v roce 1824 a 1936. Roku 2008 byla z důvodu špatného technického stavu přemístěna do budovy obecního úřadu. Na původní místo má být umístěna kopie.
Dva lité kříže nacházející se v obci pocházejí z 19. století.

## Galerie

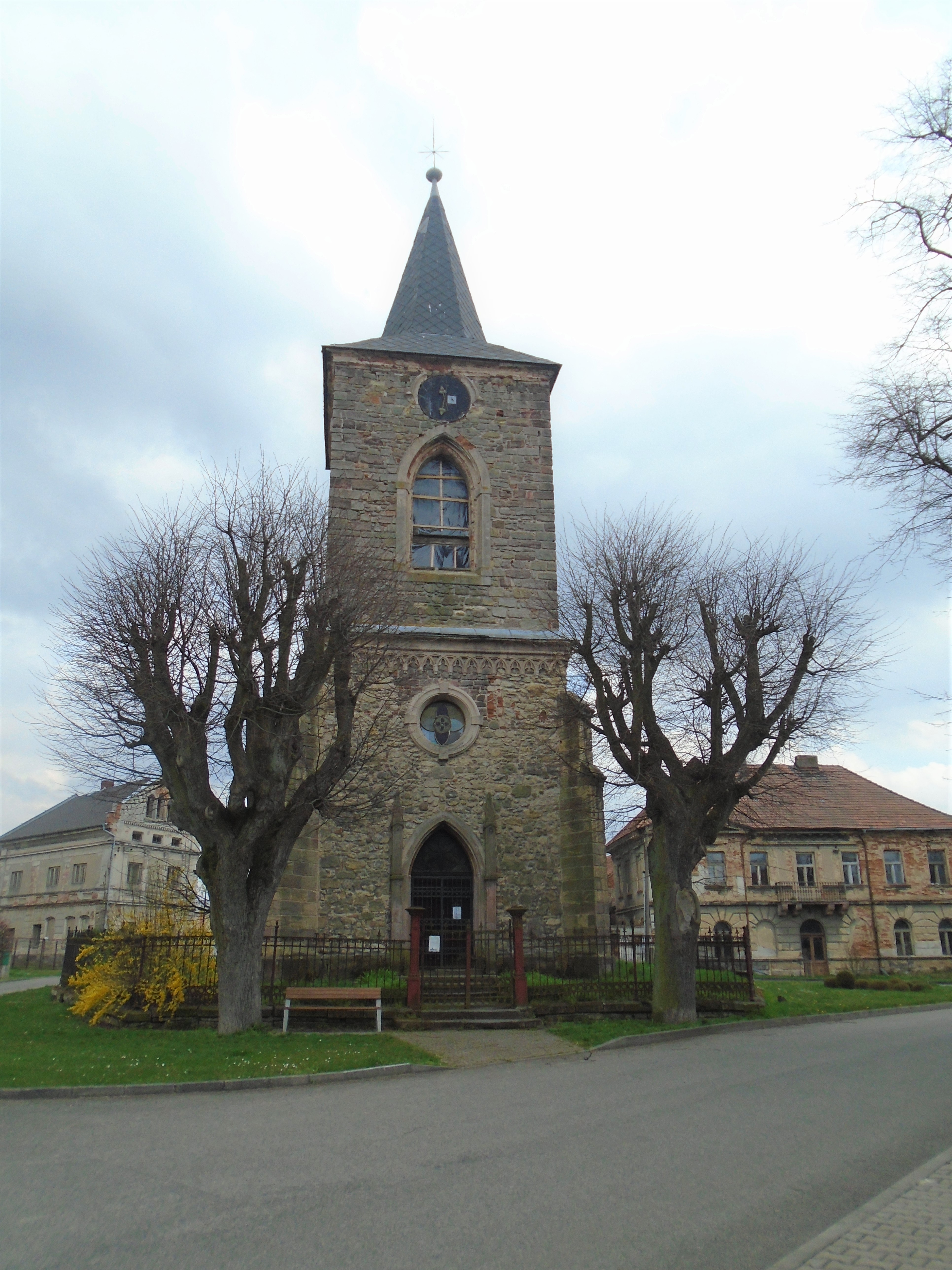
Průčelí s věží
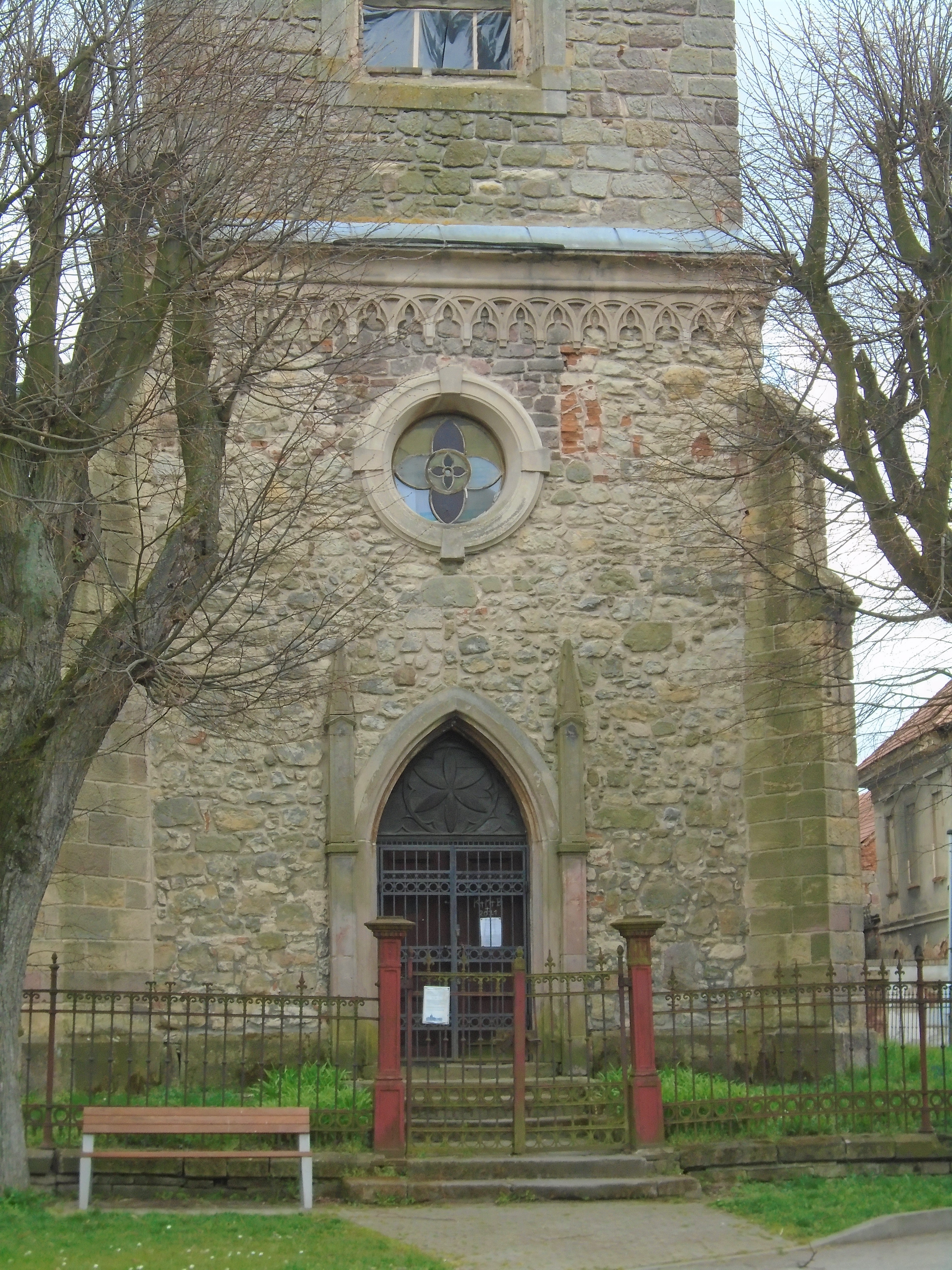
Vstup do kostela
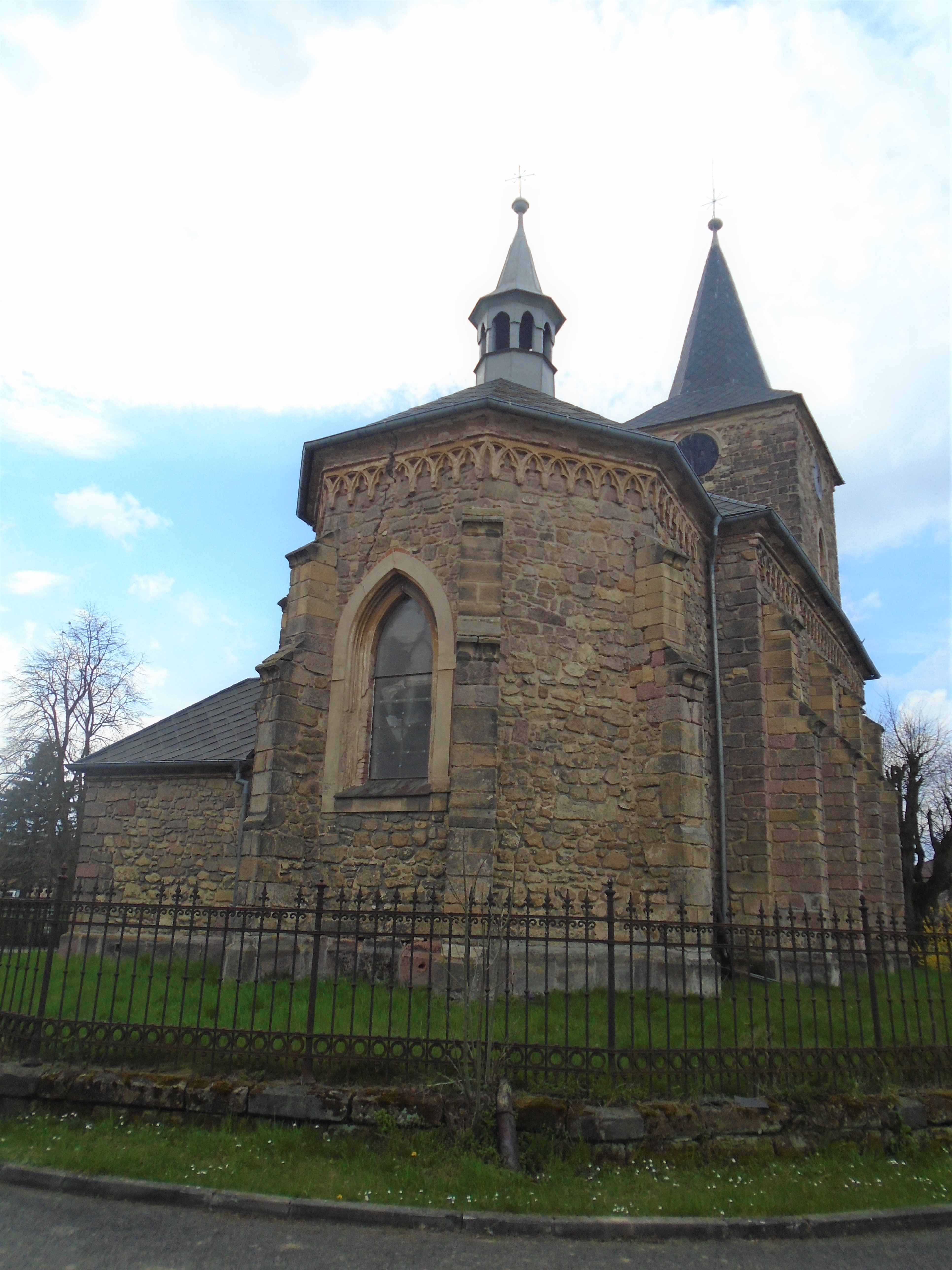
Presbytář kostela